# Maria Celia Laborde
Maria Celia Laborde, née le 2 août 1990, est une judokate cubaine en activité évoluant dans la catégorie des moins de 48 kg (poids super-légers).

## Palmarès
| Année | Compétition           | Lieu         | Résultat | Catégorie      |
| ----- | --------------------- | ------------ | -------- | -------------- |
| 2014  | Championnats du Monde | Tcheliabinsk | 3e       | Moins de 48 kg |